# 李雪主
李 雪主（リ・ソルチュ、朝鮮語:리설주 [riːsɔlʔt͡ʃu]、1989年9月28日 - ）は、朝鮮民主主義人民共和国（北朝鮮）の人物。同国の最高指導者である金正恩総書記の夫人である。かつては歌手として活動していた。漢字表記を李雪珠とするメディアもある。

## 来歴
1989年に東海岸に位置する咸鏡北道清津市において、父親が大学教員、母親が医師である一般家庭に生まれる。4歳 - 5歳の頃に芸術団員に抜擢され、音楽の才能に恵まれた子女が通う平壌市内の金星第2高等中学校に入学し、卒業後は中国の北京に留学して声楽を専攻。銀河水管弦楽団の公演で歌手を務めた（銀河水管弦楽団の所属ではなく、普天堡電子楽団内の「牡丹峰」重唱組の所属）。李英和によると、2002年にユネスコの行事で来日。大韓民国を訪れた経験もあり、2003年から2004年にかけて開催された南北間の行事に同姓同名の人物が参加していたと報じられているほか、2005年9月に仁川広域市で開かれたアジア陸上競技選手権大会には北朝鮮選手を応援する学生協力団に参加している。この応援団は当時、「美女軍団」として報道機関などでもてはやされた。
2009年に金正恩と結婚。人民保安部の楽団などで活動し、結婚後半年間は金日成総合大学にてファーストレディとしての教育を受けた。2010年に第1子をもうけたのを皮切りに、2017年2月までに3人の子供がいるとされる。
2011年1月に朝鮮中央放送が放送した銀河水管弦楽団による新年公演の録画中継に同姓同名の歌手が登場している（同一人物であるという説には異論もある）。2月に開催された銀河水管弦楽団の音楽会では、義父・金正日らの前で歌声を披露している。
2012年7月に入って金正恩と現地同行し、親しげに接する女性の姿が北朝鮮メディアによって配信されるようになり、金正恩の夫人であるという説、もしくは妹、あるいは愛人であるとの説が浮上した。7月25日に朝鮮中央放送によって金正恩が結婚していること、また夫人の名前が公式に明らかにされた。翌26日には韓国国会の情報委員会にて、大韓民国国家情報院が把握している、李雪主に関する情報が報告された。2012年7月下旬には金正日の専属料理人であった藤本健二が北朝鮮を訪れ、李雪主とも面会している。
2013年8月29日、韓国の『朝鮮日報』は中国の消息筋の話として、銀河水管弦楽団にポルノ映像制作などの性的スキャンダルが発覚し、メンバーはじめ十数人が処刑されたと報じた。続いて9月20日、日本の『朝日新聞』が、銀河水管弦楽団のメンバーはじめ音楽家9人が処刑され、楽団は解散させられたと報じ、人民保安部が9人の会話を盗聴し、「李雪主も昔は、自分たちと同じように遊んでいた」という会話を傍受していたと報じた。すなわち、李雪主が銀河水管弦楽団に出演していた歌手と同一人物とした。韓国メディアも『朝日新聞』報道を後追いし、金正恩が夫人の醜聞を口封じするため処刑した可能性を指摘した。北朝鮮の朝鮮中央通信は9月23日、「日本の「朝日新聞」報道を転載する形式で、われわれの最高の尊厳に言い掛かりをつける者は高価な代償を払うことになる」として、一連の報道は「かいらい一味」による「われわれの最高の尊厳（金正恩）を誹謗中傷する謀略的悪態」と主張した。12月11日、アメリカ合衆国の自由アジア放送によると、処刑方法は、4つの銃身を備えた機関銃や火炎放射器を使うなど残酷なもので、処刑されたメンバーには妊婦も含まれていたという。消息筋によると、一連の報道に金正恩は激怒し、「もう党で教育する段階は過ぎた。無慈悲に対応しろ」と処刑を命じたという。消息筋は「張成沢氏の側近5人の処刑にも銃身が4つある機関銃が使われた。金正恩氏は父をはるかに上回る暴君だ」とも漏らした。李雪主は同年10月16日から2ヶ月間メディアに姿を見せなかったが、12月13日放映の記録映画『永遠の太陽の聖地として万代に輝かせよう』に登場した。金正日の命日に当たる12月17日には遺体が安置されている錦繡山太陽宮殿を参拝し、健在ぶりを見せた。
2018年3月25日、最高指導者就任後の初外遊で中国を訪問した金正恩に党副委員長の李洙墉、崔竜海、金英哲らとともに同行した。北朝鮮では金日成の前妻である金正淑にのみゆるされた「女史」の敬称が与えられるなど李雪主は謂わばファーストレディ的な存在になりつつあり、会談する習近平総書記の妻の彭麗媛との歌手出身という共通性や中国留学の経歴もあって北朝鮮の歴史では前例のない夫人の正式な外交活動への同伴が認められたともされる。
2018年4月1日、K-POPスターなどで構成された韓国芸術団が訪朝し、東平壌大劇場で夫の金正恩やその妹の金与正とともに韓国の芸術団公演を直接鑑賞した。
2018年4月14日、金日成生誕106周年記念の国際芸術祭に参加するために中国芸術団とともに訪朝した中国共産党中央対外連絡部部長の宋濤と会談し、金与正、李洙墉、崔竜海、金英哲らとともに中国芸術団の公演も鑑賞した。金正恩に同伴していない形で李雪主の動静が北朝鮮で発表されたのは異例であり、「尊敬する李雪主女史」の呼称が初めて用いられた。金正恩が催した宴会にも出席した。16日には金正恩、金与正とともに中国芸術団の公演を観覧した。

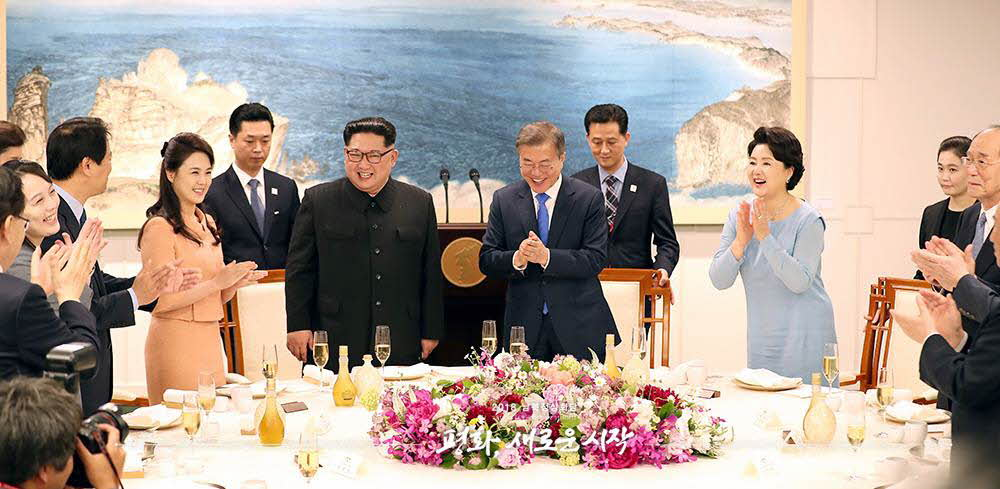
2018年4月27日の南北首脳会談の晩餐会。中央4人左から李雪主、金正恩、文在寅、金正淑

2018年4月27日に板門店の韓国側施設「平和の家」で行われた南北首脳会談の際には晩餐会に出席し、韓国大統領文在寅やその大統領夫人金正淑の出迎えを受けた。
2018年6月19日、三度目の訪中を行った金正恩に党副委員長の朴泰成、人民武力部長の努光鉄、内閣総理の朴奉珠らとともに同行した。
2019年1月8日、金与正らとともに35歳の誕生日を迎える金正恩の中国訪問に同行した。
北朝鮮では金日成夫人の金聖愛が最高人民会議代議員に就いていた例があるが、李雪主は最高人民会議第14期代議員選挙（2019年）でも名前が確認されておらず代議員には就いていないとみられている。